# Kapuzinerkloster Deggendorf

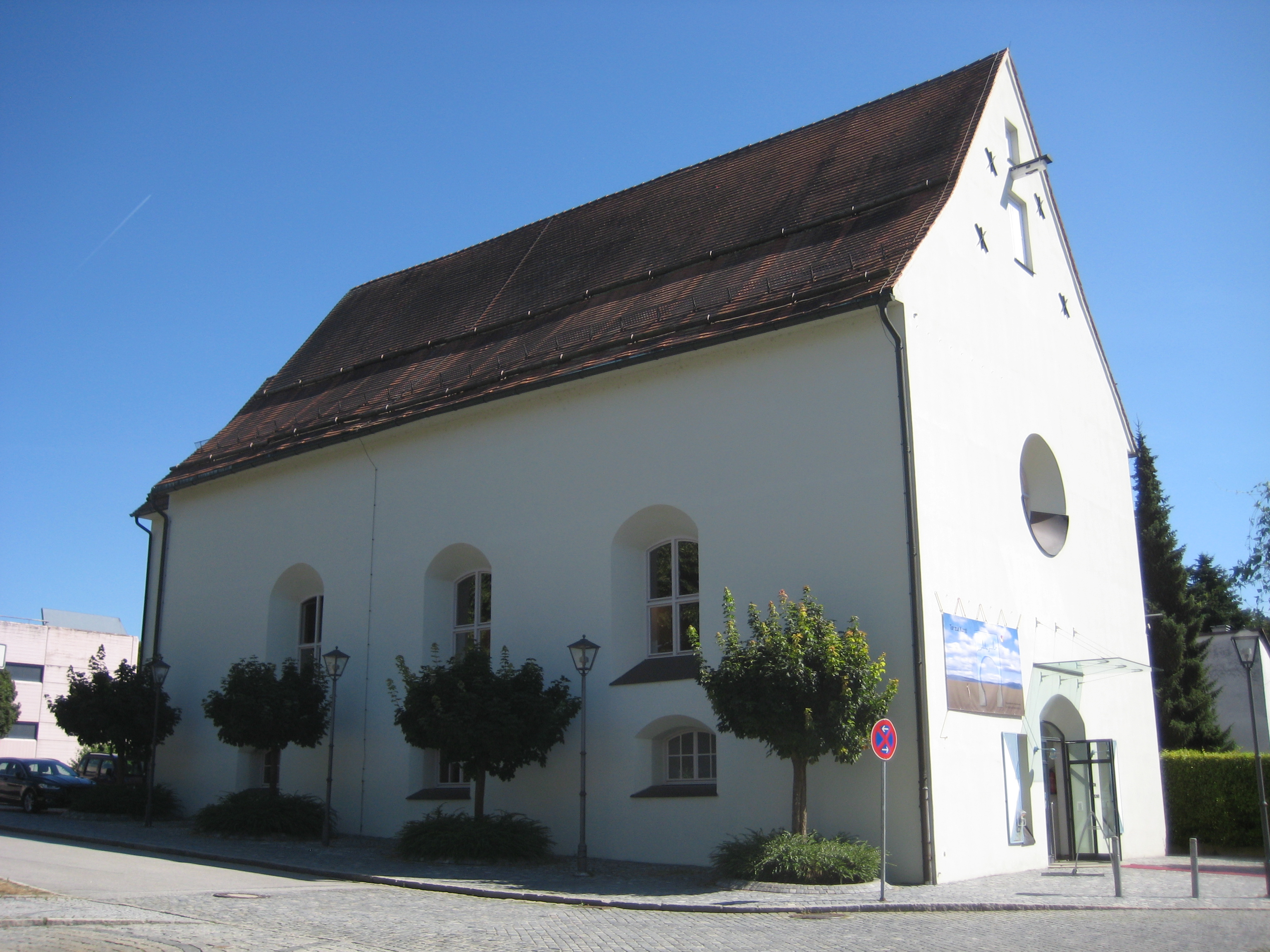
Ehemalige Klosterkirche, heute unter dem Namen Kapuzinerstadl als Veranstaltungsraum genutzt

Das Kloster Deggendorf  ist ein ehemaliges Kloster der Kapuziner am Maria-Ward-Platz in der niederbayerischen Stadt Deggendorf. Es wurde im Jahr 1627 gegründet und im Zuge der Säkularisation 1802 wieder aufgehoben. Von den ehemaligen Konventgebäude mit 37 Zellen, Kräuter-, Obst- und Blumengarten, Stall, Holzschupfen, Keller und Klause ist heute nichts mehr erhalten. Dagegen ist von der ehemaligen Klosterkirche zumindest noch das Langhaus erhalten, das heute unter dem Namen Kapuzinerstadl als Veranstaltungsraum genutzt wird.

## Geschichte
Nachdem im Jahr 1600 im Zuge der Gegenreformation unter den bayerischen Herzögen Wilhelm V. und Maximilian I. das erste Kapuzinerkloster Bayerns in München gegründet worden war, breitete sich der Kapuzinerorden rasch aus. So gründete man 1627 auch in Deggendorf ein neues Kloster. Nach vierjähriger Bauzeit wurden Kloster und Kirche im Jahr 1629 dem Erzengel Michael geweiht. Der Kapuzinerkonvent zählte im 17. und 18. Jahrhundert bis zu dreißig Ordenspriester und Laienbrüder, die vor allem in der Wallfahrtsseelsorge und in der Krankenpflege tätig waren. Auch das geistliche Theater und das Passionsspiel wurde vom Kapuzinerkloster stark gefördert und erlebte in Deggendorf einen starken Aufschwung.
Die zahlreichen Pilger, die jedes Jahr zur Deggendorfer Gnad in die Stadt kamen, konnten häufig nur mit Unterstützung aus anderen bayerischen Kapuzinerklöstern versorgt werden. So sollen Kapuzinerpatres in Deggendorf zwischen 1668 und 1723 über zwei Millionen Beichten abgenommen haben. Dadurch erlangte das Kloster einen ausgezeichneten Ruf, sodass zeitweise sogar das Noviziat und das Studienseminar des Kapuzinerordens nach Deggendorf verlegt wurden. Auch zahlreiche Bürger der Stadt traten dem Kapuzinerorden bei, zum Beispiel der Schriftsteller Albert Münchmair, der als Pater Max von Deggendorf bekannt wurde.
Das Kloster wurde 1802 im Zuge der Säkularisation ungeachtet der möglichen finanziellen Folge für die Stadt Deggendorf und die Gnadwallfahrt aufgelöst. Der Konvent wurde in das Aussterbekloster in Altötting verlegt. Die Klostergebäude wenig später samt Inventar versteigert; den Zuschlag erhielt der Lebzelter Johann Michael Mühler. Später wurden die Gebäude größtenteils abgebrochen; nur das Langhaus der Kapuzinerkirche blieb erhalten. Ab ihrer Gründung war hier rund hundert Jahre lang die Freiwillige Feuerwehr untergebracht, zeitweise auch das Bayerische Rote Kreuz. Der Raum oberhalb der übergangsweise eingezogenen Zwischendecke wurde auch als Turnsaal genutzt. Nach einem Umbau eröffnete im November 1990 unter dem Namen Kapuzinerstadl ein multifunktionaler Veranstaltungsraum für verschiedenste Kulturereignisse.